# Port de la Cotinière
 (mars 2025).
La mise en forme du texte ne suit pas les recommandations de Wikipédia : il faut le « wikifier ».
Les points d'amélioration suivants sont les cas les plus fréquents :
- Les titres sont pré-formatés par le logiciel. Ils ne sont ni en capitales, ni en gras.
- Le texte ne doit pas être écrit en capitales (les noms de famille non plus), ni en gras, ni en italique, ni en « petit »…
- Le gras n'est utilisé que pour surligner le titre de l'article dans l'introduction, une seule fois.
- L'italique est rarement utilisé : mots en langue étrangère, titres d'œuvres, noms de bateaux, etc.
- Les citations ne sont pas en italique mais en corps de texte normal. Elles sont entourées par des guillemets français : « et ».
- Les listes à puces sont à éviter, des paragraphes rédigés étant largement préférés. Les tableaux sont à réserver à la présentation de données structurées (résultats, etc.).
- Les appels de note de bas de page (petits chiffres en exposant, introduits par l'outil «  Source ») sont à placer entre la fin de phrase et le point final[comme ça].
- Les liens internes (vers d'autres articles de Wikipédia) sont à choisir avec parcimonie. Créez des liens vers des articles approfondissant le sujet. Les termes génériques sans rapport avec le sujet sont à éviter, ainsi que les répétitions de liens vers un même terme.
- Les liens externes sont à placer uniquement dans une section « Liens externes », à la fin de l'article. Ces liens sont à choisir avec parcimonie suivant les règles définies. Si un lien sert de source à l'article, son insertion dans le texte est à faire par les notes de bas de page.
- La présentation des références doit suivre les conventions bibliographiques. Il est recommandé d'utiliser les modèles {{Ouvrage}}, {{Chapitre}}, {{Article}}, {{Lien web}} et/ou {{Bibliographie}}. Le mode d'édition visuel peut mettre en forme automatiquement les références.
- Insérer une infobox (cadre d'informations à droite) n'est pas obligatoire pour parachever la mise en page.

Pour une aide détaillée, merci de consulter Aide:Wikification.
Si vous pensez que ces points ont été résolus, vous pouvez retirer ce bandeau et améliorer la mise en forme d'un autre article.
Le port de la Cotinière est un port de pêche et de plaisance situé dans la commune de Saint-Pierre-d'Oléron, sur l'île d'Oléron (Charente-Maritime). Il est le premier port de pêche artisanale de Charente-Maritime en volume de captures et le sixième port de pêche français,.

## Description
Le port de la Cotinière est situé sur la façade atlantique de l'île d'Oléron, à proximité du Pertuis d'Antioche. Son bassin portuaire est protégé par une digue qui permet d’atténuer les effets des tempêtes et des courants marins. Il se compose de trois bassins principaux, offrant des infrastructures adaptées pour accueillir une flotte diversifiée.
La flottille locale comprend environ 95 navires et 300 marins pêcheurs, capturant près de 90 espèces différentes par an, dont des espèces nobles telles que le bar de ligne, la sole, la langoustine et le céteau. En 2022, le port de La Cotinière a inauguré la fin de ses travaux avec notamment une nouvelle criée moderne, triplant sa capacité de traitement annuelle de 2 000 à 6 000 tonnes.
Le port accueille également des bateaux de plaisance, en particulier durant la saison touristique estivale, et constitue le seul port de plaisance de la côte ouest oléronaise. Bien que le port puisse accueillir entre 50 bateaux de plaisance à moteur, la demande reste très forte et les places sont restreintes,.

### Activités portuaires
Ce site portuaire constitue un centre majeur de la pêche artisanale et hauturière sur l'île d'Oléron et sur la façade atlantique. L’organisation portuaire permet de traiter une grande diversité de captures, assurant un approvisionnement constant du marché. Les techniques de pêche employées sont adaptées aux espèces ciblées, garantissant une exploitation durable des ressources marines.
La criée du port, inaugurée en 2022, joue un rôle central dans la commercialisation des produits de la mer, attirant quotidiennement mareyeurs et restaurateurs en quête de poissons et crustacés de qualité. Grâce aux investissements réalisés ces dernières années, l’ensemble de la chaîne logistique, de la débarque à la distribution, a été modernisé pour optimiser le traitement des produits.

### Infrastructures
Le port dispose des infrastructures suivantes :
- Avant-port : une zone d'entrée protégée par des digues, facilitant l'accès des navires au port.
- Bassins :
  - Bassins principaux : Deux bassins, situés au sud, utilisés principalement pour la pêche professionnelle, avec des quais adaptés pour le débarquement des captures dont un en eau profonde pour accueillir jusqu'à 70 navires proche de la criée[10]. Ces bassins peuvent accueillir un total de 90 navires[6].
  - Bassin secondaire : Un bassin au nord, accueillant des bateaux de plaisance à échouage sur ponton, avec une capacité d'environ 50 places.
- Terre-plein : une zone de 40 000 m² à l'est du port pour abriter la criée et des installations dédiées au mareyage[10].
- Équipements de levage : des moyens adaptés pour la manutention des cargaisons et l'entretien des navires.

## Histoire
Le port trouve ses origines au XVe siècle, époque à laquelle des structures appelées "écluses" sont mentionnées. Ces premières installations témoignent d'une activité maritime naissante à l'actuel port de la Cotinière. Cependant, ce n'est qu'au {{XIXe siècle}} que des aménagements portuaires significatifs sont entrepris. Entre 1843 et 1844, une digue de 135 mètres est construite à l'emplacement de l'actuelle jetée du phare. En 1862, sous l'impulsion de Prosper de Chasseloup-Laubat, ministre de la Marine, des subventions permettent la réalisation d'une jetée de 320 mètres, d'un épi de 120 mètres et d'un quai de 30 mètres.

### Développement du port
Dans les années 1860, l'administration maritime introduit la pêche à la sardine à La Cotinière. Cette initiative rencontre un succès notable, transformant le port en un centre actif de la pêche saisonnière, avec des captures de sardines, crevettes et homards. En 1908, une conserverie de sardines est établie en face du port, employant principalement des femmes de marins, et fonctionnera jusqu'en 1952.
Le début du XXe siècle est marqué par des défis liés à l'ensablement du port, nécessitant des travaux réguliers d'entretien et de reconstruction, souvent entrepris par les marins eux-mêmes. La flotte évolue, passant de la voile aux moteurs à essence dès 1922. Après la Seconde Guerre mondiale, des agrandissements sont réalisés, notamment en 1973 avec la création d'un nouveau bassin de 21 000 m², doublant la surface du plan d'eau pour accueillir une flotte croissante.

### Expansion et infrastructures récentes
Face à la demande croissante et aux besoins de modernisation, un projet d'agrandissement est initié en 2008. Ce projet comprend la création d'un troisième bassin à flot, accessible en permanence, et la construction d'une nouvelle criée répondant aux normes actuelles. En 2022, après trois ans de travaux et un investissement de 60 millions d'euros de la part du Département de Charente-Maritime, le port inaugure ses nouvelles infrastructures : un terre-plein de 40 000 m² accueillant une criée de 11 000 m², un nouveau bassin de 4,3 hectares accessible 24h/24, ainsi qu’une extension de 400 mètres de la digue ouest pour mieux protéger contre les submersions. Ces aménagements ont permis de générer un chiffre d’affaires de près de 25 millions d’euros l’an dernier pour 4000 tonnes de poissons débarquées, tout en soutenant environ 800 emplois directs, pour une augmentation de 14 % du chiffre d'affaires et de 20 % de poissons débarqués supplémentaires en 2023.

## Importance économique et culturelle
Aujourd'hui, le port de la Cotinière est le premier port de pêche artisanale de Charente-Maritime, ainsi que le sixième de France, avec une flotte d'environ 100 bateaux et 300 marins pêcheurs capturant près de 90 espèces différentes par an. En misant sur des espèces nobles et haut de gamme, il génère un chiffre d’affaires annuel d’environ 30 millions d’euros, renforçant ainsi son rôle majeur dans l’économie locale.
Le port est également un centre touristique majeur, avec des marchés animés permettant d'acheter du poisson directement sur le port, des restaurants et des commerces, tout en conservant son identité maritime. La chapelle Notre-Dame-et-Saint-Nicolas, érigée en 1966 et située à côté du port, rend hommage à tous les marins disparus en mer.